# Marie Sara
Pour les articles homonymes, voir Bourseiller et Sara.
Marie Bourseiller dite Marie Sara, née le 27 juin 1964 à Boulogne-Billancourt, est une organisatrice de corridas, éleveuse de taureaux de lidia, militante pour la défense de la tauromachie et ancienne torera française.
Elle dirige les arènes des Saintes-Maries-de-la-Mer (Bouches-du-Rhône) et celles du Plumaçon à Mont-de-Marsan (Landes). Son élevage se situe à Saint-Laurent-d'Aigouze, dans le Gard.

## Biographie
Marie Bourseiller naît le 27 juin 1964 à Boulogne-Billancourt. Fille du metteur en scène Antoine Bourseiller et de la comédienne Chantal Darget, elle est par ailleurs la demi-sœur de Christophe Bourseiller par sa mère et de la costumière de cinéma Rosalie Varda par son père.

### Carrière de torera
Depuis l'âge de seize ans, Marie Bourseiller veut être torera. Devenue professionnelle avec l'aide de Simon Casas et Manuel Vidrié, elle est une des rares femmes toreros à cheval (rejoneadora) françaises avec Patricia Pellen et Léa Vicens.
Le 21 septembre 1991, c'est Conchita Cintrón qui lui donne l'alternative dans les arènes de Nîmes en présence de Curro Romero face à un taureau d'Enrique Martín Arranz duquel elle gagne une oreille. Puis une autre oreille d'un taureau Jandilla qu'elle affronte avec Manuel Vidrié.
Son alternative est confirmée le 24 juillet 1994 à Madrid.

### Engagement politique
Lors des élections municipales de 1995, elle est candidate à Nîmes sur la liste conduite par son compagnon Simon Casas[réf. nécessaire].
Pour les élections législatives de 2017, elle est investie au titre des candidats MoDem par En marche ! dans la deuxième circonscription du Gard. Lors du premier tour, avec 50,24 % d'abstention dans sa circonscription, elle arrive en deuxième place avec 32,16 % des suffrages exprimés, devancée de peu par Gilbert Collard (Front national), le député sortant, qui obtient 32,27 % des suffrages exprimés. Elle est ensuite battue au second tour, obtenant 49,84 % des suffrages exprimés, avec une abstention à 51,79 %.

### Directrice d'arènes et éleveuse de taureaux
Elle est associée avec Simon Casas dans l’organisation des corridas des fêtes de la Madeleine depuis 2009. Elle dirige les arènes des Saintes-Maries-de-la-Mer (Bouches-du-Rhône) et celles du Plumaçon à Mont-de-Marsan (Landes).
Installée dans le Gard, en Camargue, elle gère un élevage de taureaux de combat à Saint-Laurent-d'Aigouze, la ganadería Los Galos.
Elle fait l'objet d'une enquête pour « favoritisme », soupçonnée d'avoir bénéficié de contrats pour des spectacles taurins grâce à ses relations avec la mairie de Saintes-Maries-de-la-Mer.
Elle est la fondatrice et présidente de l'association de défense de la tauromachie Cultures taurines en mouvement. Cette association mène notamment des actions de lobbying auprès des candidats aux élections municipales de 2020.

### Famille
Dans les années 1990, Marie Sara partage sa vie avec l'ancien torero Simon Casas. En 1995, elle se marie avec le joueur de tennis Henri Leconte avec qui elle a une fille en 1996, Sara-Luna.
En juillet 2004, elle se remarie avec Christophe Lambert (1964-2016), publicitaire et conseiller en communication politique, qu'elle a rencontré en 1999. Ils ont une fille, Rebecca, née en 2000 et un garçon, Lalo, né en 2002,.

### Cinéma
Marie Sara apparaît dans le film La Belle Histoire de Claude Lelouch, dans lequel elle joue son propre rôle.

## Publication
- 1997 : La Vie pour de vrai, Éditions Robert Laffont  (ISBN 978-2-221-08477-9)[13].